# Hymenogloea riofrioi
Hymenogloea riofrioi är en svampart som först beskrevs av Narcisse Theophile Patouillard, och fick sitt nu gällande namn av Narcisse Theophile Patouillard 1900. Hymenogloea riofrioi ingår i släktet Hymenogloea och familjen Marasmiaceae.   Inga underarter finns listade i Catalogue of Life.